# Puits de la Touche-Berthelot
Le puits de la Touche-Berthelot est située au Chemin de croix du bourg de Callac, sur la commune de Plumelec dans le Morbihan.

## Historique
À l'origine, la tête de puits était édifiée au manoir de la Touche-Berthelot, sur la commune de Saint-Malo-des-Trois-Fontaines. 
Elle a été remontée au Chemin de croix de Callac, près de la grotte qui lui fait face.
Le puits de la Touche-Berthelot fait l’objet d’une inscription au titre des monuments historiques depuis le 14 octobre 1963.

## Architecture
La margelle en granit est de forme octogonale. 

## Galerie

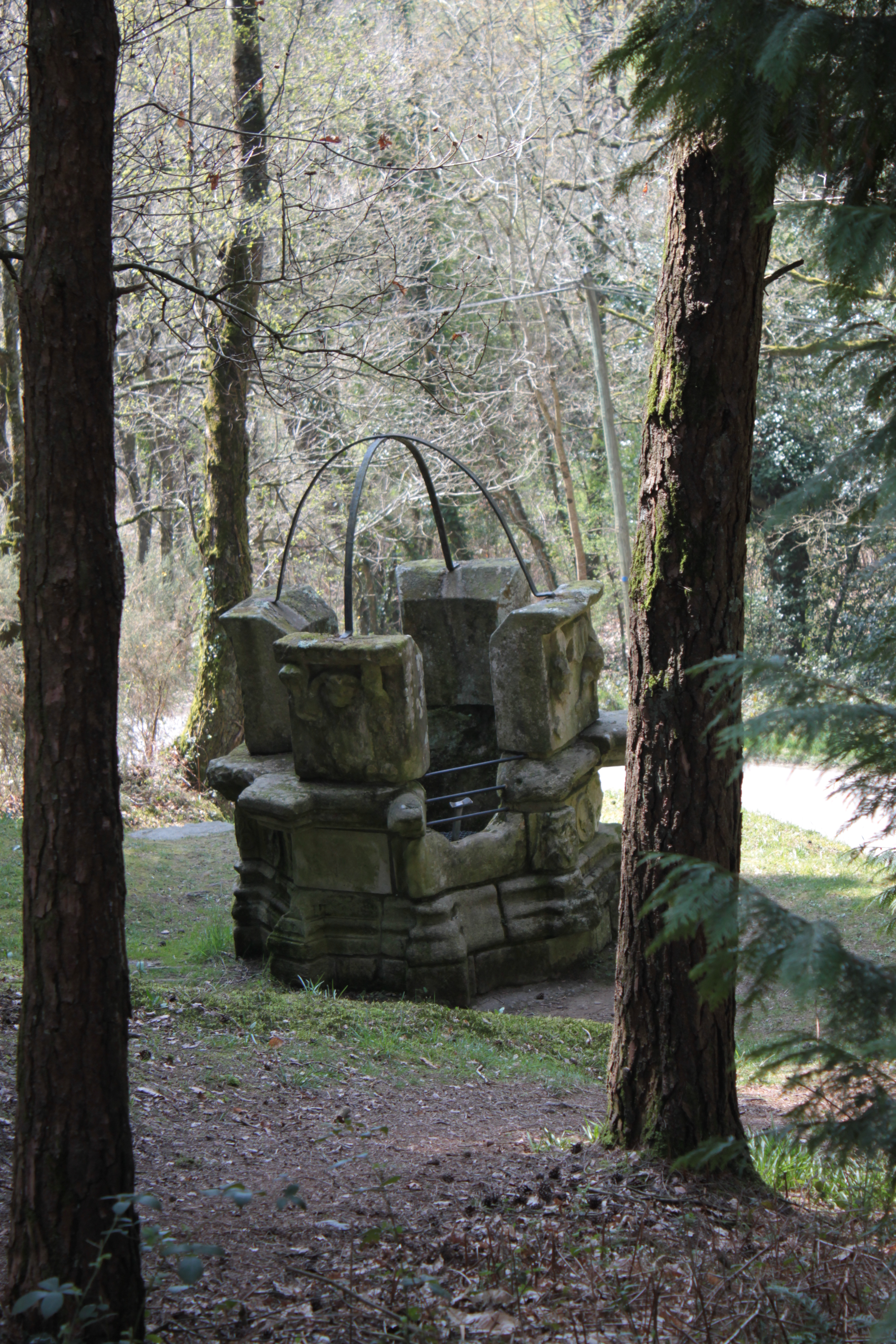
Le puits vu d'en haut.
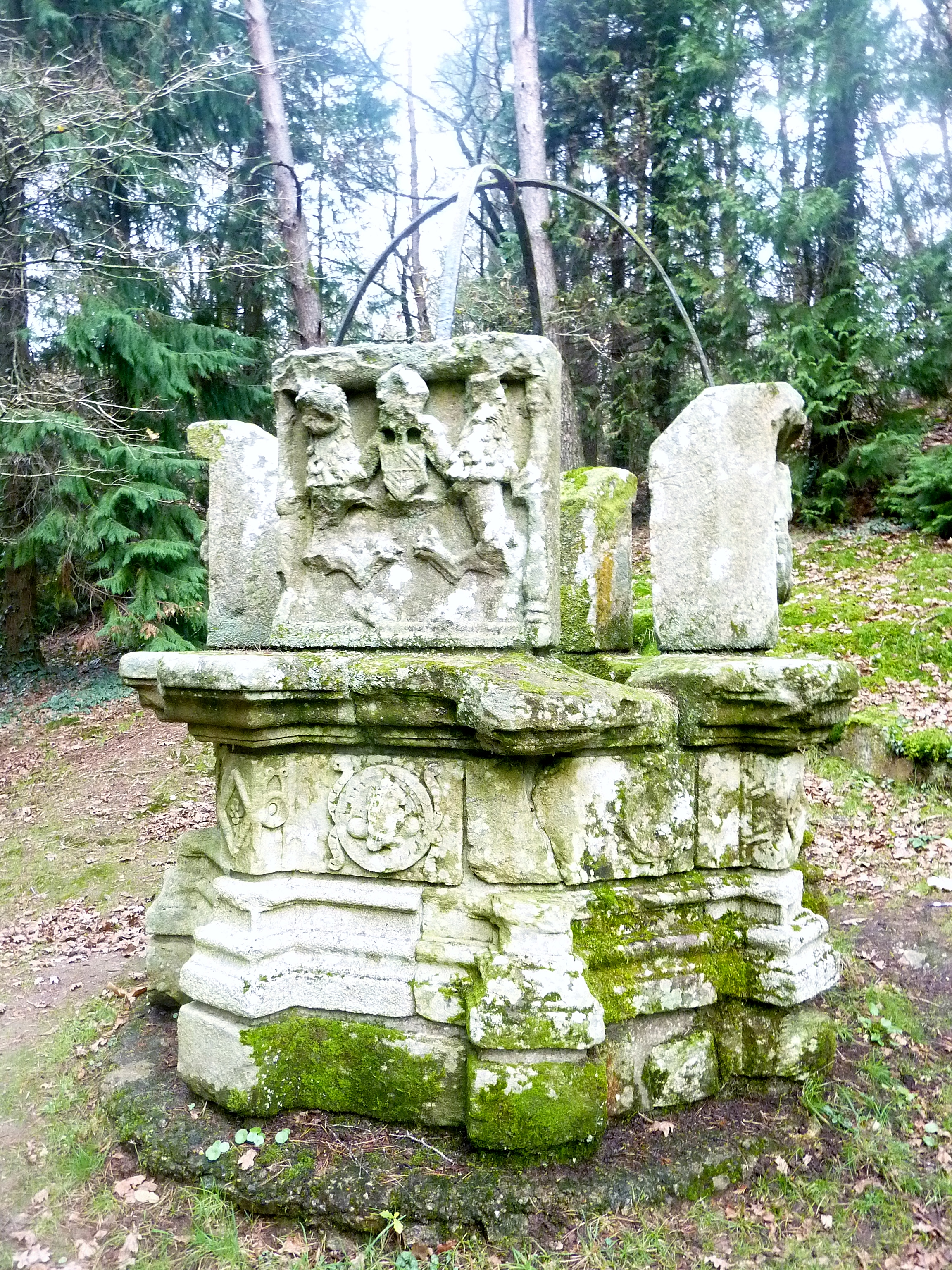
Le puits, vue d'ensemble.
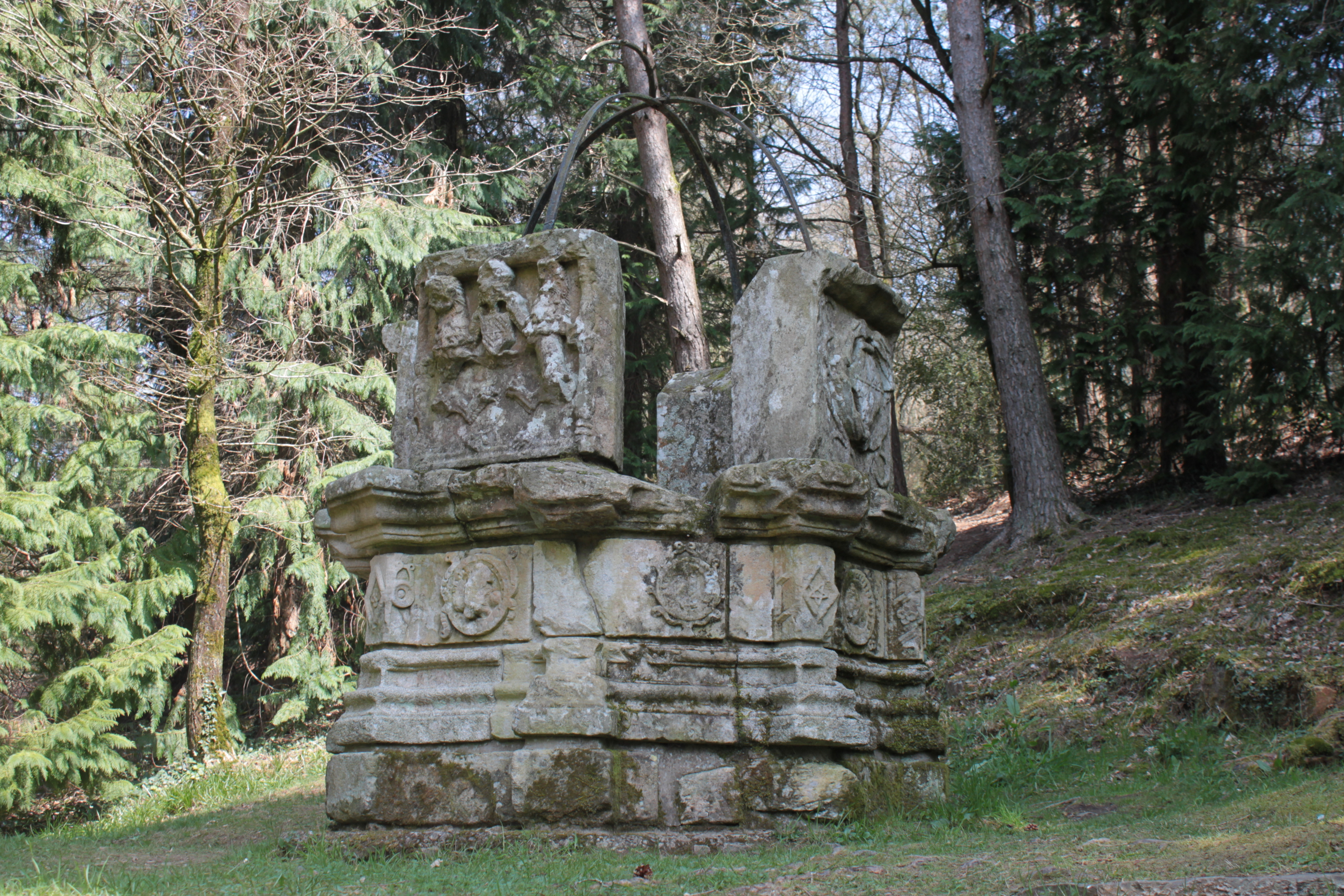
Le puits vu de la route.
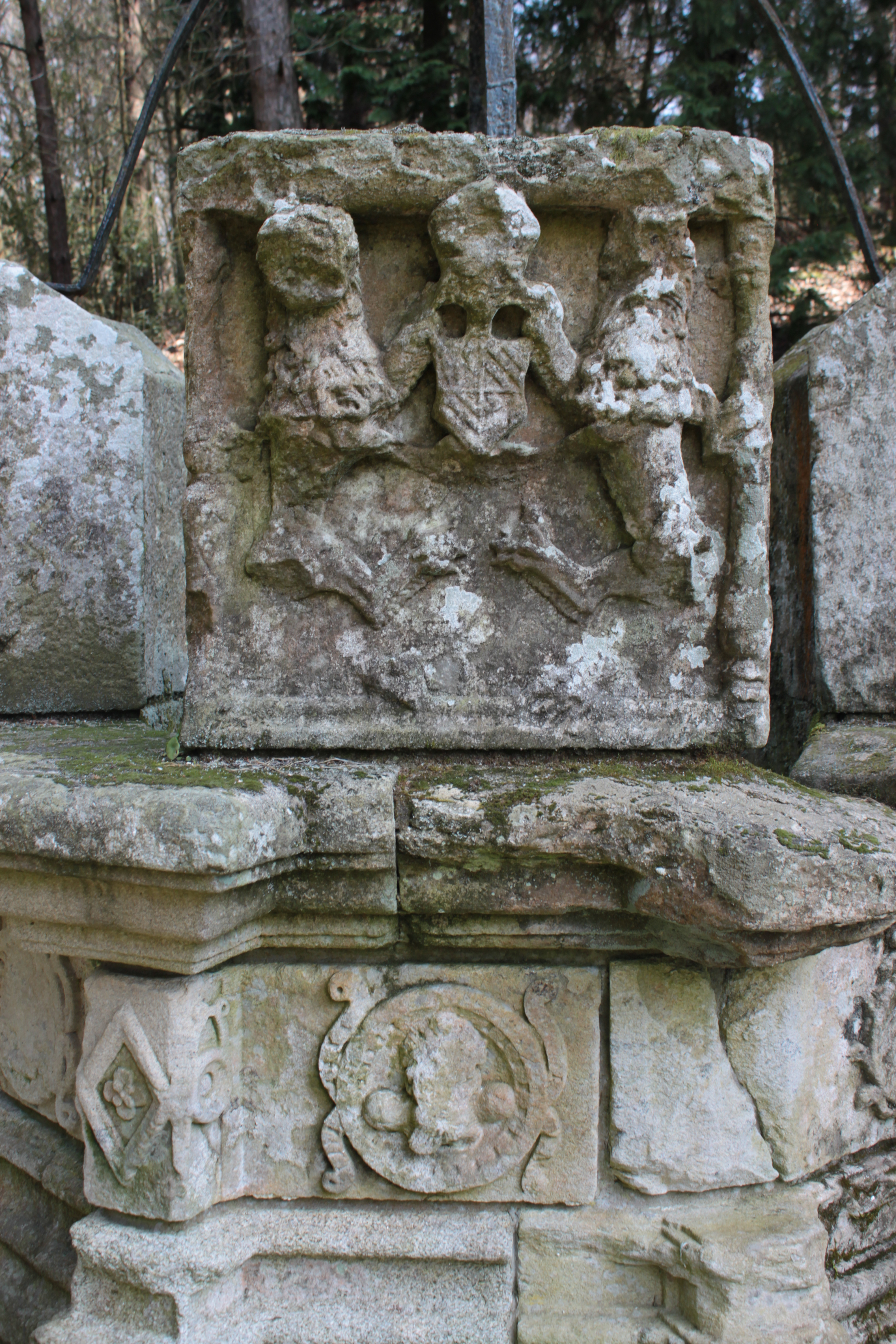
Détail.
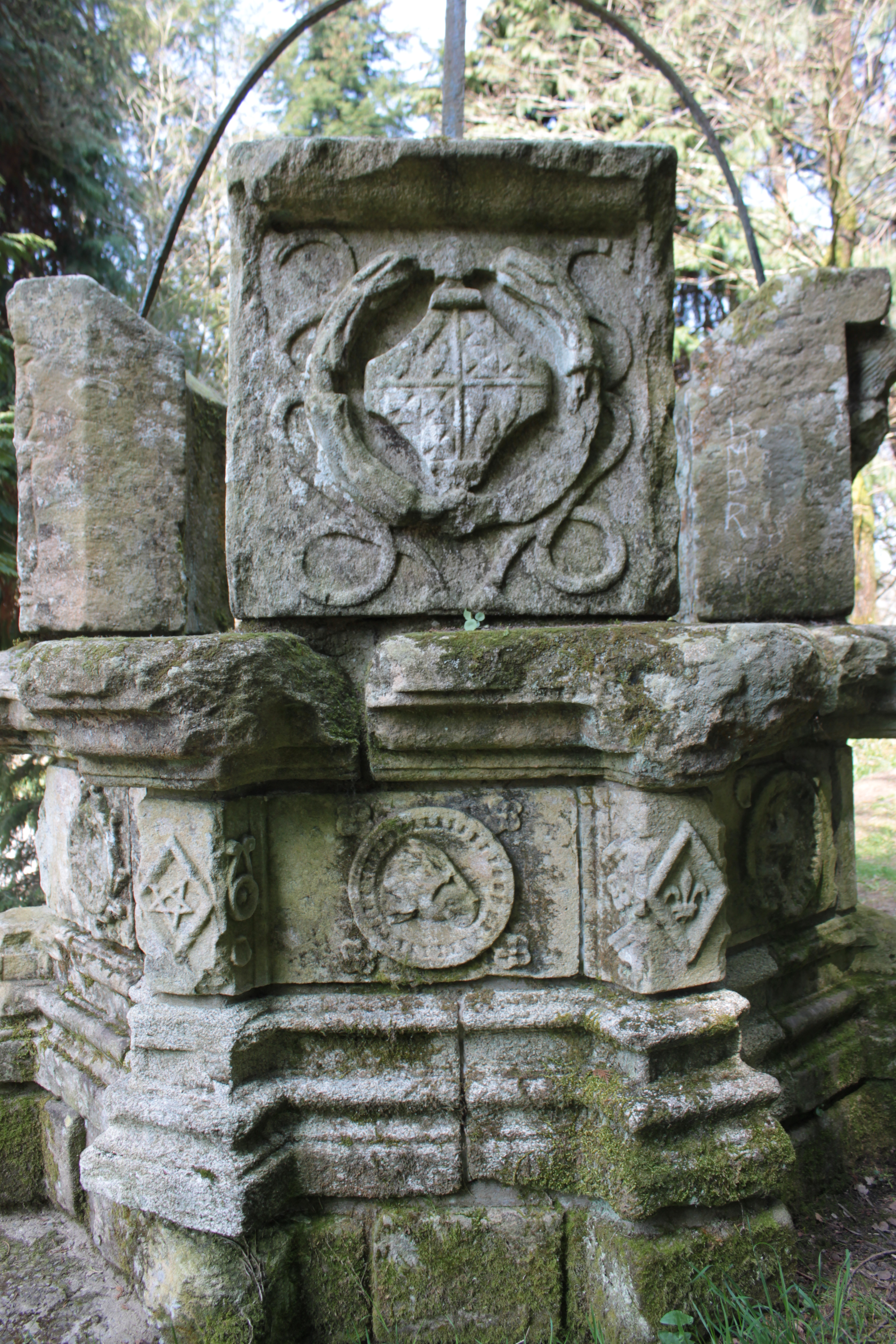
Détail.
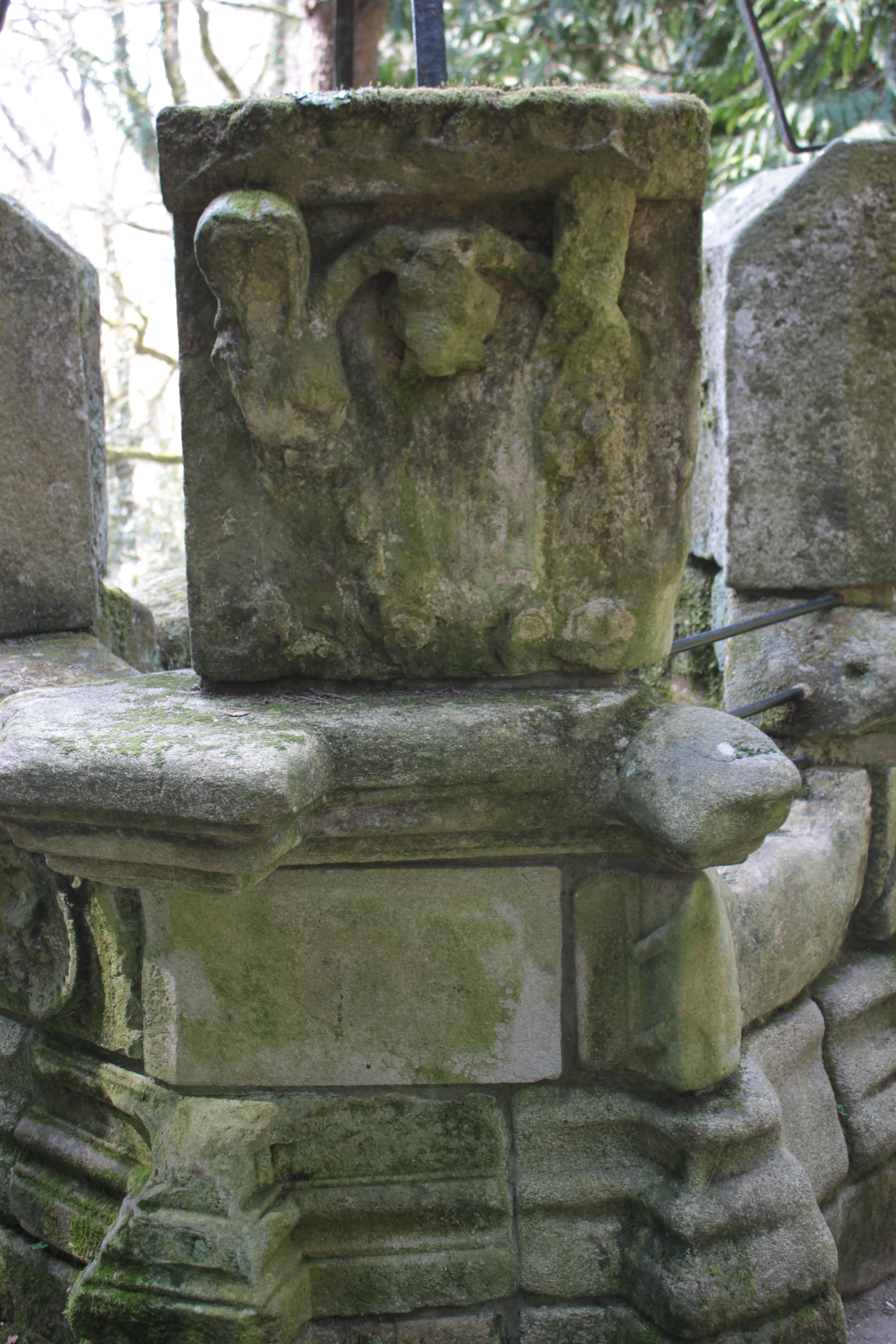
Détail.
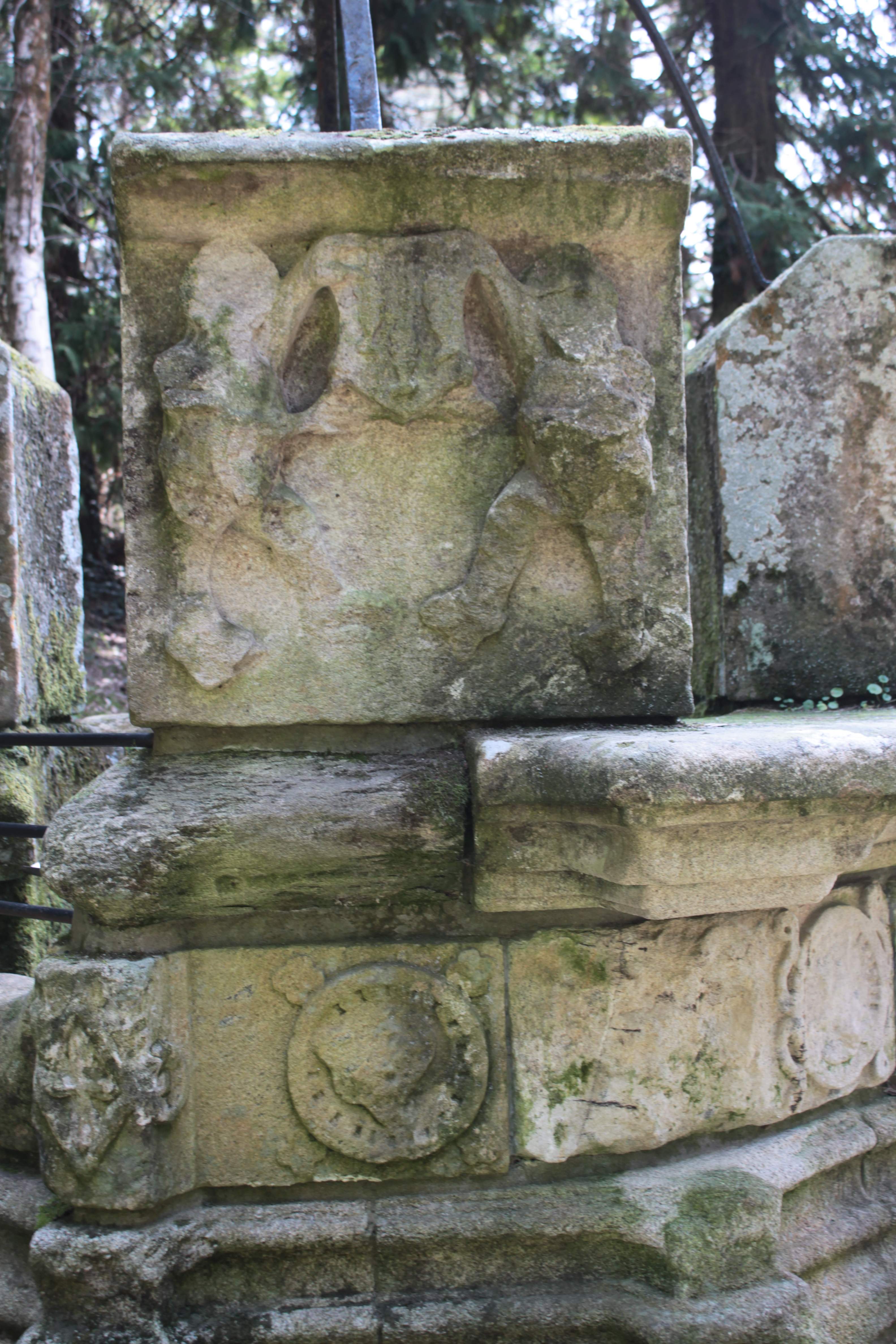
Détail.